# Wolfgang Gabelkhover
 (décembre 2021).
Wolfgang Gabelkhover, fils d’Oswald, est un médecin allemand.

## Biographie
« Wolfgang Gabelkhover naquit à Stuttgart. Médecin comme son père, de la cour de Wurtemberg, il joignit à la pratique de son art la culture de l’histoire naturelle et de la philologie. On consulte encore avec fruit son ouvrage intitulé : Curationum et observationum medicinalium centuriæ sex, dont les quatre premières centuries ont été mises au jour par Jean Berner, et les deux autres par Brunnius, Tübingen et Francfort, 1611-1627, in-8°. Schelhammer blâme l’auteur, et Kestner le loue au contraire avec raison, d’avoir préféré à des histoires rares et insolites des faits qui se présentent chaque jour dans l’exercice de la médecine. Le célèbre Andrea Bacci avait publié trois traités italiens, l’un sur la licorne et ses vertus, l’autre sur l’élan et ses propriétés, le troisième sur les pierres précieuses ; Gabelkhover donna une version latine de ces opuscules, sous ces titres : 1° Tractatus de monocerote seu unicornu, ejusque admirandis viribus et usu ; accedit De magna bestia ab antiquis alce vocata tractatus, Stuttgard, 1598, in-8°. La Monocérographie avait déjà été traduite par Andrea Marini, Venise, 1566, in-4°. 2° De gemmis et lapidibus pretiosis tractatus ; accedit Disputatio de generatione auri et ejus temperamento, Francfort, 1603, in-8°; ibid., 1643. »

— Michaud, Biographie universelle, t. 15, 1843, p. 319
.